# David Richmond Newth
David Richmond Newth (* 19. Oktober 1921 nahe Birmingham, Warwickshire; † 5. Juni 1988 Lochgoilhead, Argyll and Bute) war ein britischer Zoologe und Embryonologe. Von 1965 bis 1981 war er Regius Professor of Zoology an der University of Glasgow.

## Leben
Newth wurde in der Nähe von Birmingham als Sohn von Annie Munroe Fraser und Herbert Greenway Newth geboren. Seine schulische Erziehung genoss Newth an der King Edward VI. High School in Birmingham.
Nach seinem Studienabschluss (Ph.D.) am University College London (UCL), 1942, leistete Newth seinen Militärdienst während des Zweiten Weltkriegs bei den Royal Electrical and Mechanical Engineers (REME) in Indien. 1947 kehrte er an das UCL zurück und nahm seine Lehrtätigkeit auf. 1960 wurde ihm eine Professur für Biologie in der Medizin an der Middlesex Hospital Medical School anvertraut. 1965 wurde Newth auf die Regius Professur in Glasgow berufen, die nach dem Rücktritt von Charles Maurice Yonge im Dezember 1964 vakant war. 1973 übernahm Newth die Präsidentschaft der Scottish Association for Marine Science (SAMS). Diese hielt er bis 1979, um anschließend als stellvertretender Präsident bis zu seinem Lebensende zu wirken.
Newth verstand es, die Abteilung wachsen zu lassen. Unter seiner Führung wurde der Fachbereich für Zoologie an der Universität Glasgow zu einem der größten in Europa. Dabei verstand er es auch, talentiertes Personal anzuwerben, beispielsweise 1968 seinen späteren Nachfolger, Keith Vickerman, sowie dessen Nachfolgerin Pat Monaghan in der Abteilung für angewandte Ornithologie. 1979 wurde dem Lehrstuhl eine zweite Professur zugestanden, die mit dem Parasitologen David Crompton besetzt wurde. Glasgow konnte seine Stellung in der Erforschung von Parasiten damit weiter festigen.
Newth selbst wurde eine international anerkannte Autorität auf dem Gebiet der experimentellen Embryonenforschung. Er ist Gründungsmitglied der Fachzeitschrift Journal of Embryology and Experimental Morphology, dem heutigen Development.
Seit 1990 wird eine Vorlesung, die David-Newth-Lecture, im Rahmen der SAMS Jahresversammlung von renommierten Wissenschaftlern gehalten.

## Ehrungen
Am 7. März 1966 wurde Newth auf Vorschlag von James D. Robertson, Sir Charles Maurice Yonge, Percy W. Brian und John Paul zum Fellow der Royal Society of Edinburgh ernannt.

## Schriften

### Bücher
- 1956, [Ce que je crois.] A Biologist's View (mit Jean Rostand)
- 1970, Animal Growth and Development
- 1975, "Simple" nervous Systems (mit Peter Norman Russell Usherwood)

### Artikel
- 1948, The early development of the fore-limbs in Xenopus laevis; Proc. Zool. Soc. Lond. 118: 559–567.
- 1949, A contribution to the study of fore-limb eruption in metamorphosing Anura; Proc. Zool. Soc. Lond. 119: 643–659.
- 1956, On the neural crest of the lamprey embryo; J. Embryol. Exp. Morphol. 4: 358–375
- 1969, A critique of the Koestler clique—review of Beyond reductionism (ed. A. Koestler), New Scient., 2. Oktober 1969